# Keiko
Keiko (senere KCO, egentlig Keiko Yamada 山田桂子) (18. august 1972 i Oita- ) er en japansk pop artist. Hun debuterede i 1995 under navnet Keiko, som forsanger i Tetsuya Komuro's band "globe". I 2001 sang hun sammen med Ayumi Hamasaki på Song+Nation velgørenhedssinglen "A Song is Born". I 2002 blev hun gift med bandmedlemmet og komponisten, Tetsuya Komuro.
Keiko's musikalske evner ligger, udover i evnen til at skrive sangtekster og en fortrinlig musikalitet, hendes formåen til med sin helt særegne stemme at fortolke de krævende melodier, som "globe" er blevet kendt for. Keiko spænder ofte stemmen til dennes yderste grænser. Sin musikalske formåen formidler hun bedst i hittet "You are the one" (både udgaven med alle japans største musiknavne og den specielle "globe"-version) og i "globe"-hittene "I'm still alone", "precious memories", "on the way to you" og ikke mindst "''like a snowy kiss''".
I overensstemmelse med japansk popmusiktradition er sangene på japansk men med enkelte passager på engelsk.

## Karriere
I 1994 deltog Keiko Yamada i talentkonkurrencen EUROGROOVE NIGHT arrangeret af mega-producenten Tetsuya Komuro. Komuro faldt for Yamada's særegne stemme og forenede hende med Marc Panther, der var discjockey ved arrangementet, og dannede gruppen Orange. Kort tid efter indtrådte Komuro selv i gruppen, som skiftede navn til "globe".

### "globe"
I 1995 debuterede Keiko som "globe"'s vokalist/forsanger under eget fornavn. I 2000 udgav "globe" en single med titlen "On The Way To You" med Keiko som sanger og tekstforfatter. Senere samme år tog Keiko på to solo-turneer: "Keiko Solo Tour 2000~On the Way to You~" og "Blooming Tour 2000".
Den 22. november 2002 blev Yamada og Komuro gift, kort efter at Komura var blevet skilt fra sin tidligere hustru.

### "KCO"
I 2003 udkom Keikos første officielle solosingle, "KCO." Hun fortsatte imidlertid som sanger i "globe", og hendes solokarriere blev først genoptaget i 2008, da hun stoppede samarbejdet med avex trax og skiftede til Universal Music. Efter dette skift ændrede Keiko tillige artistnavnet til KCO og udgav singlen "Haru no Yuki" og albummet "O-CRAZY LUV". 
I 2006 indgik Keiko en kort tid i bandet THE AURIS (SUPER), hvor hun skrev tekster og virkede som vokalist. Bandet udgav sin første single den 24. oktober 2006 med titlen "MY WAY."
I november 2008 blev Komuro arresteret anklaget for copyrightsvindel, hvilket han senere indrømmede. Han begrundede det med, at han skulle skaffe penge til at betale 700 million yen underhold til sin ex-kone, Asami Yoshida. Under skandalen begyndte pressen at spekulere, om Keiko ville lade sig skille, hvilket hun siden offentligt tilbagevist, idet hun tilføjede, at hendes solokarriere var en måde at hjælpe sin mand ud af hans vanskeligheder på.

## Diskografi

### Album
- 30.04.2008 O-CRAZY LUV

### Singler

#### som Keiko
- 2000 "On the Way to You" (#5 i Japan)
- 2001 (sammen med Ayumi Hamasaki): "A Song Is Born" (#1 i Japan)
- 2003 "Be True" (with Cyber X) (2003) (#18 i Japan)
- 10.12.2003 KCO (#8 i Japan)

#### som KCO
- 12.03.2008 "Haru no Yuki" (春の雪, forårssne)
- 30.04.2008 O-Crazy Luv

### Uddrag/andre
- 01.01.1997 TK FAMILY – "YOU ARE THE ONE" (sangen sunget af flere japanske artister og grupper)
- 29.03.2000 "globe" – "On The Way To You" feat. Keiko
- 12.12.2001 Ayumi Hamasaki & Keiko – "a song is born"
- 23.01.2002 Ulige artister medvirker i Song+Nation (#1 a song is born, #10 Lights brought the future)
- 26.03.2002 song+nation 2 trance (Disc1 #1 a song is born (Tatsumaki Remix), Disc2 #1 Lights brought the future (TK Remix))
- 29.05.2002 AIDA Kimete Kure?! (#4 I WILL SURVIVE – GABALL feat. Keiko)
- 26.03.2003 "globe" – "get it on now" feat. Keiko
- 25.05.2003 Cyber X – "be true" feat. KEIKO
- 30.07.2003 Cyber X – "Cyber X #1" (#12 be true)
- 15.02.2006 TRF – "Lif-e-Motions" (Disc2 #1 EZ DO DANCE -meets Keiko-)
- 22.02.2006 THE GREATEST HITS - Tetsuya Komuro Sakuhin Shu a (#10 a song is born)
- 23.03.2006 "globe" – "Maniac" (Disc2 #9 Umi to no Yuuzyou (海との友情), #10 be true)
- 31.05.2006 Jichou Kachou – "Hareru Michi ~Uchuujin (Omera) ni Awaseru Kao ga Nee!~" (晴れる道〜宇宙人（オメェら）に合わせる顔がねぇ!〜) (#3 Kono Boku ga (この僕が)) (Tekster skrevet af Keiko)
- 16.05.2007 Kimeru – "With You" (#2 regret, #3 race) (Tekster skrevet af Keiko)
- 04.07.2007 Cream Of J-POP (#8 I want you back (GET HIGH MIX))